# ドイチュクロイツ駅
ドイチュクロイツ駅（ドイチュクロイツえき、独: Bahnhof Deutschkreutz、ハンガリー語: Sopronkeresztúr vasútállomás）はオーストリア共和国ブルゲンラント州オーバープレンドルフ郡にある、オーストリア国鉄ブルゲンラント線(512号線)の駅である。オーバープレンドルフ郡唯一の駅でもある。

## 駅構造

### ホーム[2]
2面3線の地上駅。1番ホームが駅舎に面した片側ホーム、2番ホームが島式ホームとなっている。
| ホーム | 路線    | 方向 | 行先                                            | 備考       |
| ------ | ------- | ---- | ----------------------------------------------- | ---------- |
| 1,2    | 512号線 |      | エーベンフルト経由 ウィーン・ブラチスラヴァ方面 | 快速       |
| 1,2    | 524号線 |      | ヴィーナー・ノイシュタト経由 ウィーン方面       | 快速・普通 |

### ダイヤ
512号線（エーベンフルト経由）の快速列車が、平日毎時1本、休日2時間に1本発車する。全列車がウィーンに乗り入れ、多くがブラチスラヴァまで運行される。大部分は1番線発車であるが、一部2番線から発車する列車もある。
524号線（ヴィーナー・ノイシュタト経由）発車の列車は少ない。一日あたり、平日はウィーン行快速が朝に3本、ノイシュタト行普通が深夜に1本発車し、快速が1番線・普通が2番線から発車する。休日はノイシュタト行普通1本のみの運行で、1番線から発車する。

## 駅周辺
駅はドイチュクロイツの集落に位置する。ピアニスト・作曲家フランツ・リストの出身地、ライディング村の最寄り駅でもあり、約8km離れている。
- リストツェントルム（リスト生家）

## 隣の駅
オーストリア国鉄
ブルゲンラント線
快速、普通
ドイチュクロイツ駅 - ショプロン駅
(*)途中ハルカ駅があるが、全列車が通過する。